# Unione Sportiva Massese 1993-1994
Questa voce raccoglie le informazioni riguardanti l'Unione Sportiva Massese nelle competizioni ufficiali della stagione 1993-1994.

## Rosa
| N. |                   | Ruolo | Calciatore            |
| -- | ----------------- | ----- | --------------------- |
|    | Italia (bandiera) | C     | Fabio Angelotti       |
|    | Italia (bandiera) | D     | Andrea Benassi        |
|    | Italia (bandiera) | D     | Alberto Boraschi      |
|    | Italia (bandiera) | C     | Fabrizio Bresciani    |
|    | Italia (bandiera) | D     | Giuseppe Carrillo     |
|    | Italia (bandiera) | C     | Andrea Danesi         |
|    | Italia (bandiera) | A     | Massimiliano De Mozzi |
|    | Italia (bandiera) | D     | Paolo Doni            |
|    | Italia (bandiera) | C     | Giorgio Enzo          |
|    | Italia (bandiera) | C     | Luciano Fabiani       |
|    | Italia (bandiera) | C     | Gian Filippo Forno    |
|    | Italia (bandiera) | A     | Paolo Gaspa           |

| N. |                      | Ruolo | Calciatore           |
| -- | -------------------- | ----- | -------------------- |
|    | Argentina (bandiera) | A     | Cesar Gustavo Ghezzi |
|    | Italia (bandiera)    | A     | Stefano Lacchi       |
|    | Italia (bandiera)    | A     | Stefano Mariani      |
|    | Italia (bandiera)    | A     | Daniele Mazzei (I)   |
|    | Italia (bandiera)    | C     | Simone Mazzei (II)   |
|    | Italia (bandiera)    | A     | Orazio Mitri         |
|    | Italia (bandiera)    | D     | Simone Pelliccia     |
|    | Italia (bandiera)    | P     | Andrea Pierobon      |
|    | Italia (bandiera)    |       | Sacchetti (I)        |
|    | Italia (bandiera)    | C     | Giuseppe Scarpato    |
|    | Italia (bandiera)    | D     | Federico Tiberio     |
|    | Italia (bandiera)    | P     | Christian Trombini   |

## Risultati

### Campionato

#### Girone di andata
| 12 settembre 1993 1ª giornata | Massese | 0 – 0 | Bologna |  |

| 19 settembre 1993 2ª giornata | Chievo | 0 – 0 | Massese |  |

| 26 settembre 1993 3ª giornata | Massese | 3 – 3 | Prato |  |

| 3 ottobre 1993 4ª giornata | Como | 1 – 0 | Massese |  |

| 10 ottobre 1993 5ª giornata | Massese | 2 – 1 | Pro Sesto |  |

| 17 ottobre 1993 6ª giornata | Triestina | 4 – 1 | Massese |  |

| 24 ottobre 1993 7ª giornata | Massese | 1 – 0 | Palazzolo |  |

| 31 ottobre 1993 8ª giornata | Leffe | 1 – 1 | Massese |  |

| 7 novembre 1993 9ª giornata | Massese | 1 – 0 | Carpi |  |

| 14 novembre 1993 10ª giornata | Fiorenzuola | 2 – 1 | Massese |  |

| 21 novembre 1993 11ª giornata | Massese | 1 – 0 | Alessandria |  |

| 28 novembre 1993 12ª giornata | Empoli | 0 – 0 | Massese |  |

| 5 dicembre 1993 13ª giornata | Massese | 0 – 0 | Mantova |  |

| 12 dicembre 1993 14ª giornata | Carrarese | 1 – 1 | Massese |  |

| 19 dicembre 1993 15ª giornata | Massese | 1 – 0 | Spezia |  |

| 24 dicembre 1993 16ª giornata | Pistoiese | 2 – 0 | Massese |  |

| 16 gennaio 1994 17ª giornata | Massese | 0 – 1 | SPAL |  |

#### Girone di ritorno
| 23 gennaio 1994 18ª giornata | Bologna | 4 – 0 | Massese |  |

| 30 gennaio 1994 19ª giornata | Massese | 1 – 2 | Chievo |  |

| 6 febbraio 1994 20ª giornata | Prato | 2 – 0 | Massese |  |

| 13 febbraio 1994 21ª giornata | Massese | 1 – 4 | Como |  |

| 20 febbraio 1994 22ª giornata | Pro Sesto | 2 – 0 | Massese |  |

| 6 marzo 1994 23ª giornata | Massese | 0 – 0 | Triestina |  |

| 13 marzo 1994 24ª giornata | Palazzolo | 0 – 1 | Massese |  |

| 20 marzo 1994 25ª giornata | Massese | 1 – 2 | Leffe |  |

| 27 marzo 1994 26ª giornata | Carpi | 1 – 0 | Massese |  |

| 10 aprile 1994 27ª giornata | Massese | 1 – 1 | Fiorenzuola |  |

| 17 aprile 1994 28ª giornata | Alessandria | 3 – 1 | Massese |  |

| 24 aprile 1994 29ª giornata | Massese | 3 – 1 | Empoli |  |

| 1º maggio 1994 30ª giornata | Mantova | 0 – 0 | Massese |  |

| 8 maggio 1994 31ª giornata | Massese | 1 – 0 | Carrarese |  |

| 15 maggio 1994 32ª giornata | Spezia | 1 – 1 | Massese |  |

| 22 maggio 1994 33ª giornata | Massese | 2 – 2 | Pistoiese |  |

| 29 maggio 1994 34ª giornata | SPAL | 2 – 1 | Massese |  |